# Drenica

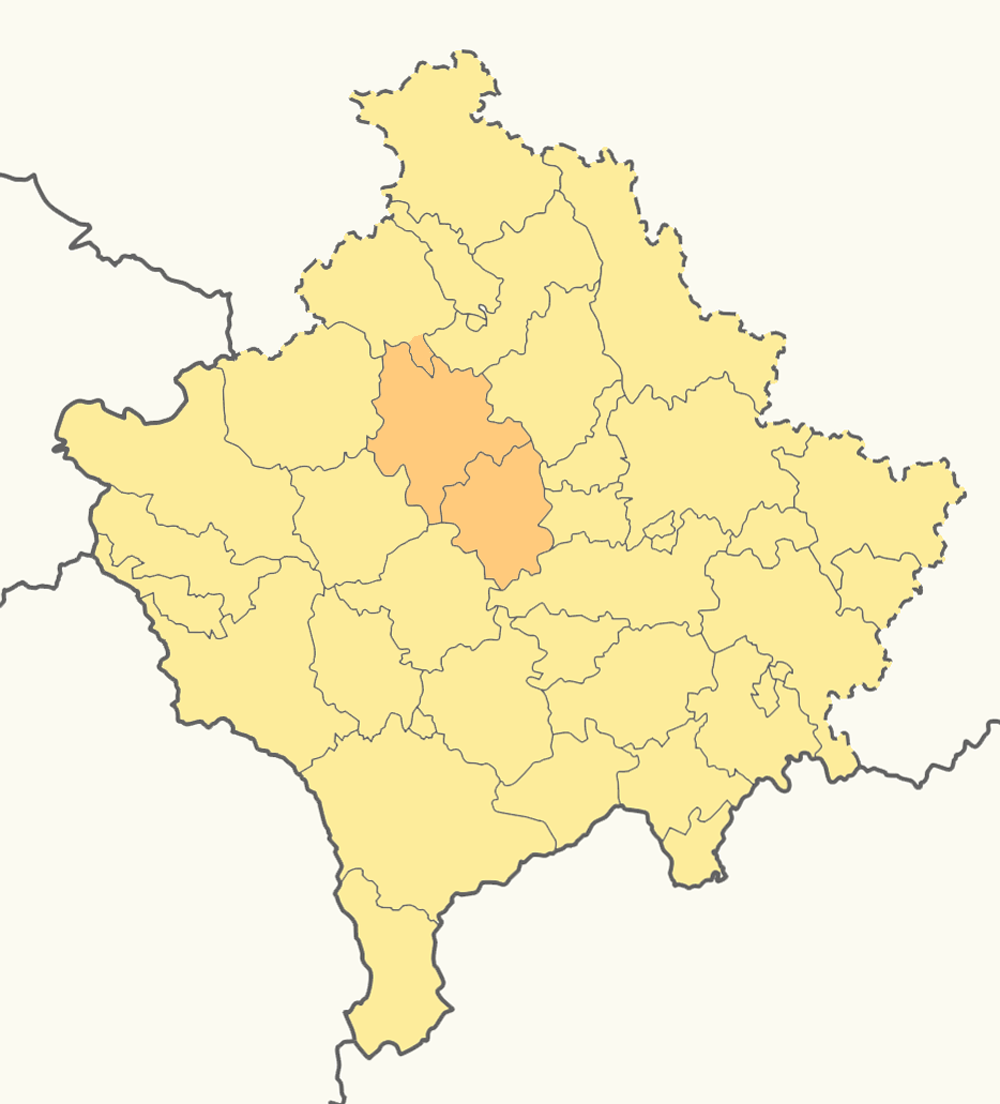
Poloha oblasti na mapě Kosova.

Drenica (albánsky Drenicë/Drenica, v srbské cyrilici Дреница) je kopcovitá oblast ve středním Kosovu o rozloze zhruba 700 km2. Pahorkatina zabírá cca 6 % území Kosova. Fakticky představuje předěl mezi historickým Kosovem a Metochií. Administrativně spadá pod dvě opštiny; Glogovac a Srbica (Skenderaj). Oblast se rozkládá západně od hlavního města Kosova, Prištiny. Místní obyvatelstvo je v drtivé většině albánské národnosti. Podle sčítání lidu uskutečněného v roce 2011 zde žilo 109 389 obyvatel.
Jižně od regionu prochází východo-západním směrem údolí řeky Kliny, kudy prochází železniční trať Kosovo Polje–Peć. Průměrná nadmořská výška oblasti se pohybuje okolo 500 m n. m. Na severu oblast přechází k masivu Mokré hory k hraničním horám s Černou horou a centrálním Srbskem, na jihu pak přechází v kosovskou nížinu směrem k Prištině a Kosovu poli.
Oblast je zalesněná jen z malé části. Většina území je zemědělsky intenzivně využívána. Přes Drenici neprocházejí významnější silniční ani železniční tahy.

## Historie

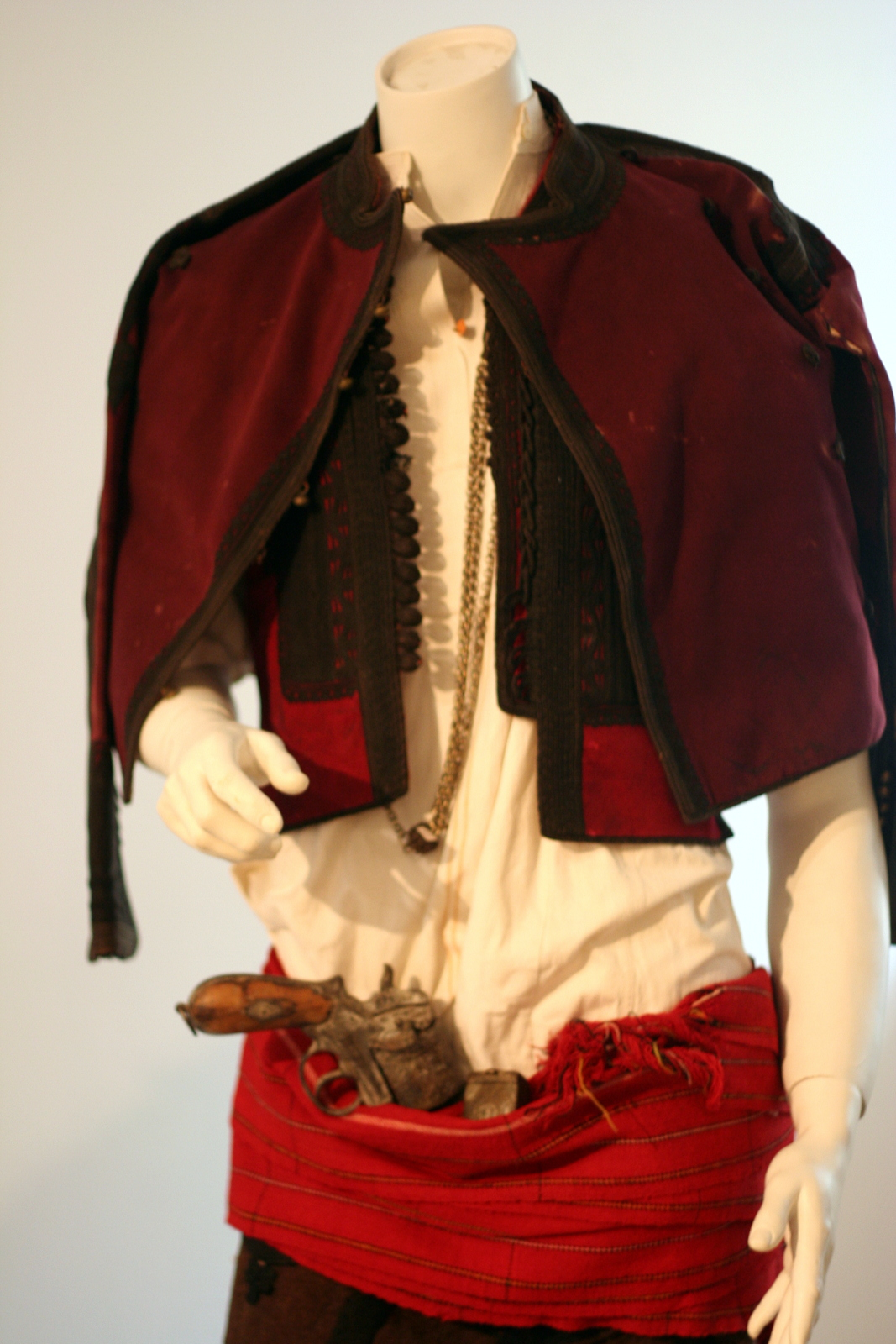
tradiční kroj z regionu Drenicy.

Region byl během středověku součástí srbské župy Draškoviny. Název Drenica je poprvé připomínán v roce 1413. Roku 1434 zde byl vybudován pravoslavný klášter Devič.
V 18. století byla Drenica rozdělena na dvě části. Horní Drenica měla své správní centrum v obci Sedlar a jižní v obci Lauša.
Po vyhlášení Království Srbů, Chorvatů a Slovinců panovaly na území regionu složité poměry. Místní albánský vůdce Azem Galica zde zorganizoval povstání proti srbské správě, které potlačila až královská armáda.
Vesnice v blízkosti měst Glogovac a Srbica jsou místem zrodu Kosovské osvobozenecké armády a centrem boje kosovských Albánců proti jugoslávské, potažmo srbské moci. Z Drenice pocházel i legendární velitel UÇK Adem Jashari. Během války v Kosovu probíhalo právě v této oblasti nejvíce střetů mezi jugoslávskou armádou a kosovskými ozbrojenci. Ve vesnici Čičavice se po nějakou dobu nacházelo velitelství Kosovské osvobozenecké armády.

## Významní rodáci
- Azem Galica
- Shote Galica
- Hasan Prishtina
- Adem Jashari
- Avni Spahiu
- Shaban Polluzha
- Tahir Meha
- Hashim Thaçi
- Fatmir Limaj
- Sylejman Selimi
- Jakup Krasniqi
- Rifat Kukaj
- Leonora Jakupi
- Vjoleta Kukaj
- Ibrahim Krajkova - Leci
- Tahi Drenica